# Astollia chloris
Astollia chloris es una especie de mantis de la familia Acanthopidae.

## Distribución geográfica
Se encuentra en Surinam.